# Марта-Лейк (Вашингтон)
Марта-Лейк (англ. Martha Lake) — переписна місцевість (CDP) в США, в окрузі Сногоміш штату Вашингтон. Населення — 21 129 осіб (2020).

## Географія
Марта-Лейк розташована за координатами 47°50′41″ пн. ш. 122°13′59″ зх. д. / 47.84472° пн. ш. 122.23306° зх. д. (47.844728, -122.233093).  За даними Бюро перепису населення США в 2010 році переписна місцевість мала площу 12,03 км², з яких 11,79 км² — суходіл та 0,24 км² — водойми.

## Демографія
Згідно з переписом 2010 року, у переписній місцевості мешкали 15 473 особи в 5615 домогосподарствах у складі 4066 родин. Густота населення становила 1287 осіб/км².  Було 5906 помешкань (491/км²).
Расовий склад населення:
| - 72,4 % — білих - 15,4 % — азіатів - 3,0 % — чорних або афроамериканців - 0,8 % — корінних американців - 0,4 % — вихідців з тихоокеанських островів - 3,0 % — осіб інших рас |

До двох чи більше рас належало 4,9 %. Частка іспаномовних становила 8,6 % від усіх жителів.
За віковим діапазоном населення розподілялося таким чином: 25,2 % — особи молодші 18 років, 67,4 % — особи у віці 18—64 років, 7,4 % — особи у віці 65 років та старші. Медіана віку мешканця становила 34,6 року. На 100 осіб жіночої статі у переписній місцевості припадало 99,6 чоловіків;  на 100 жінок у віці від 18 років та старших — 97,9 чоловіків також старших 18 років.
Середній дохід на одне домашнє господарство  становив 93 318 доларів США (медіана — 79 015), а середній дохід на одну сім'ю — 99 723 долари (медіана — 86 034). Медіана доходів становила 64 968 доларів для чоловіків та 42 716 доларів для жінок. За межею бідності перебувало 8,3 % осіб, у тому числі 12,4 % дітей у віці до 18 років та 4,9 % осіб у віці 65 років та старших.
Цивільне працевлаштоване населення становило 9191 осіб. Основні галузі зайнятості: освіта, охорона здоров'я та соціальна допомога — 20,7 %, виробництво — 16,3 %, науковці, спеціалісти, менеджери — 14,2 %, роздрібна торгівля — 14,0 %.